# Psychotria kaduana
Psychotria kaduana là một loài thực vật có hoa trong họ Thiến thảo. Loài này được (Cham. & Schltdl.) Fosberg miêu tả khoa học đầu tiên năm 1962.